# Jocs Panamericans
Els Jocs Panamericans són una competició multi-esportiva que enfronta cada quatre anys a participants de tots els països d'Amèrica, i que són organitzats per l'Organización Deportiva Panamericana (ODEPA).

## Història

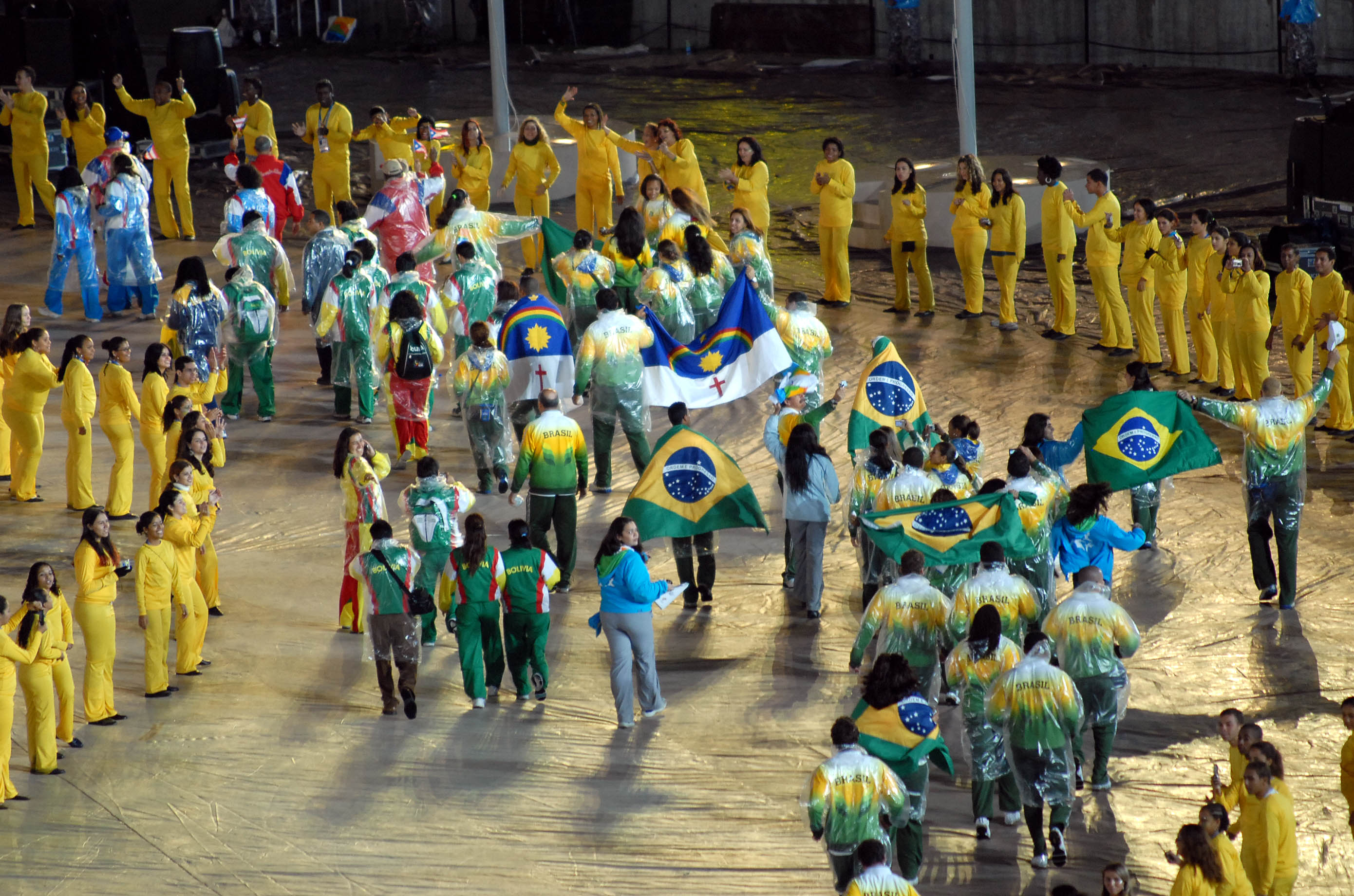
Esportistes desfilen a la cerimònia de clausura dels Jocs de 2007.

La idea de celebrar uns Jocs Panamericans va sorgir dels Jocs Centre-americans celebrats durant els anys vint. El 1932 es va fer una primera proposta i la primera competició s'establí per a Buenos Aires el 1942. L'esclat de la Segona Guerra Mundial provocà que es posposés fins a l'any 1951. Des d'aleshores s'ha disputat cada quatre anys.

## Edicions
| Edició | Any  | Seu             | Durada                    | Països | Esports | Esportistes | Líder Medaller |
| ------ | ---- | --------------- | ------------------------- | ------ | ------- | ----------- | -------------- |
| I      | 1951 | Buenos Aires    | 25 de febrer-9 de març    | 21     | 18      | 2.513       | Argentina      |
| II     | 1955 | Ciutat de Mèxic | 12 de març-26 de març     | 22     | 17      | 2.583       | Estats Units   |
| III    | 1959 | Chicago         | 27 d'agost-7 de setembre  | 25     | 18      | 2.263       | Estats Units   |
| IV     | 1963 | São Paulo       | 20 d'abril-5 de maig      | 22     | 19      | 1.665       | Estats Units   |
| V      | 1967 | Winnipeg        | 23 de juliol-6 d'agost    | 29     | 19      | 2.361       | Estats Units   |
| VI     | 1971 | Cali            | 30 de juliol-13 d'agost   | 32     | 17      | 2.935       | Estats Units   |
| VII    | 1975 | Ciutat de Mèxic | 12 d'octubre-26 d'octubre | 33     | 19      | 3.146       | Estats Units   |
| VIII   | 1979 | San Juan        | 1 de juliol-15 de juliol  | 34     | 22      | 3.700       | Estats Units   |
| IX     | 1983 | Caracas         | 14 d'agost-29 d'agost     | 36     | 22      | 3.426       | Estats Units   |
| X      | 1987 | Indianapolis    | 8 d'agost-23 d'agost      | 38     | 27      | 4.453       | Estats Units   |
| XI     | 1991 | L'Havana        | 2 d'agost-18 d'agost      | 39     | 34      | 4.519       | Cuba           |
| XII    | 1995 | Mar del Plata   | 12 de març-26 de març     | 42     | 33      | 5.144       | Estats Units   |
| XIII   | 1999 | Winnipeg        | 23 de juliol-8 d'agost    | 42     | 34      | 5.275       | Estats Units   |
| XIV    | 2003 | Santo Domingo   | 1 d'agost-17 d'agost      | 42     | 35      | 5.500       | Estats Units   |
| XV     | 2007 | Rio de Janeiro  | 14 de juliol-29 de juliol | 42     | 36      | 5.662       | Estats Units   |
| XVI    | 2011 | Guadalajara     | 14 d'octubre-30 d'octubre | 42     | 36      | 6.003       | Estats Units   |
| XVII   | 2015 | Toronto         | 10 de juliol-26 juliol    | 41     | 36      | 6.138       | Estats Units   |
| XVIII  | 2019 | Lima            | 26 de juliol-11 d'agost   | 41     | 39      | 6.487       | Estats Units   |
| XIX    | 2023 | Santiago        | 20 d'octubre-5 d'novembre | 41     | 39      | 6.909       | Estats Units   |

## Campions i medallistes

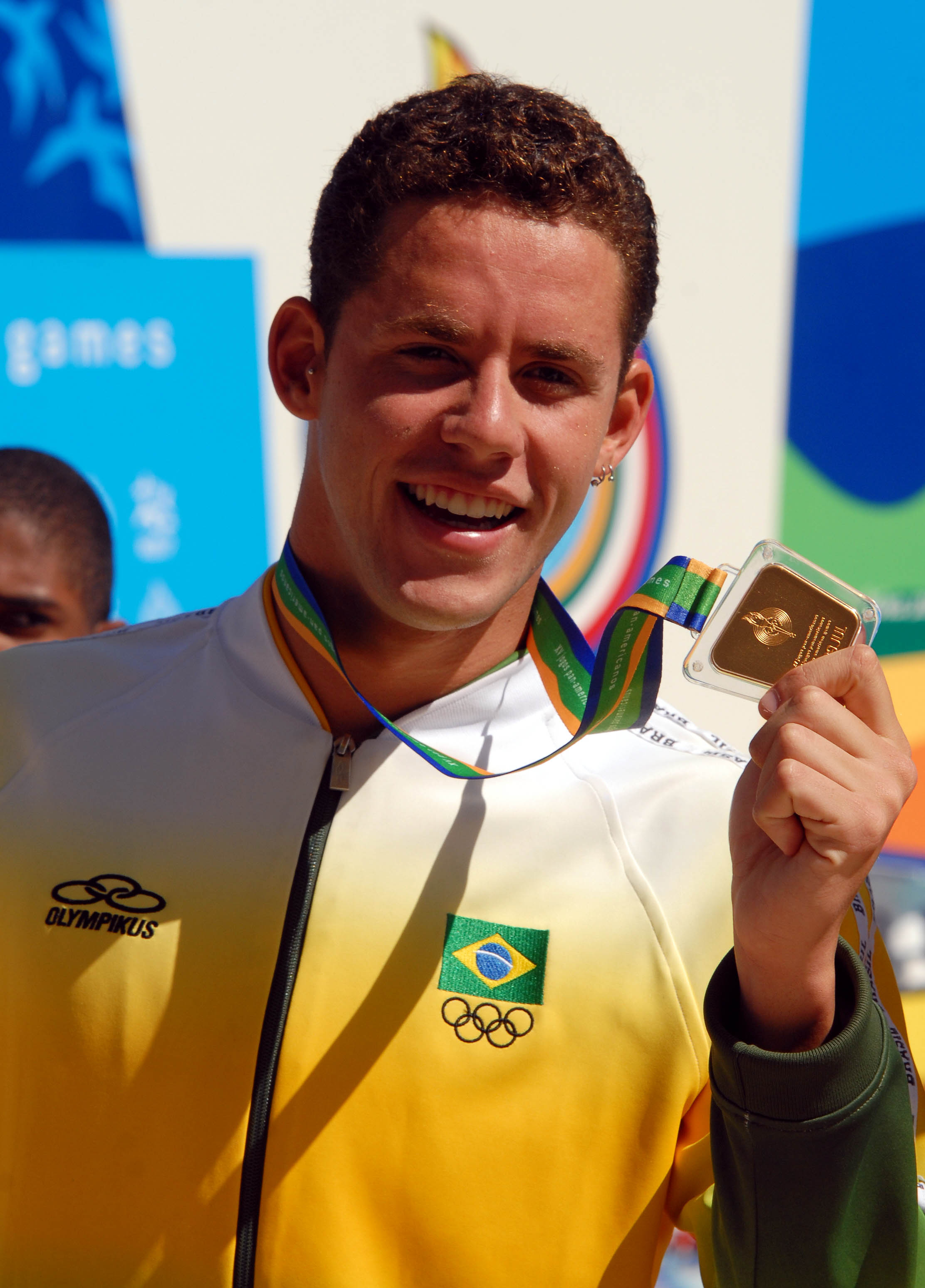
El nedador Thiago Pereira del Brasil ha aconseguit la xifra rècord de 23 medalles als Jocs Panamericans. En aquesta fotografia mostra una medalla d'or durant l'edició de 2007.

Els atletes que queden en primera, segona i posició de cada esdeveniment reben medalles. El guanyador reb una medalla d'or, mentre que els segons classificats reben medalles de plata i, els tercers, medalles de bronze. En els esdeveniments consistents en tornejos d'eliminació individual (com la boxa), la tercera plaça pot no disputar-se i s'entrega una medalla de bronze als dos perdedors de la semifinal. PASO no manté un registre de les estadístiques de medalles guanyades, però els Comitès Olímpics Nacionals i els mitjans de comunicació si que han fet rànkings per determinar l'èxit de les diverses federacions. A data de 2015, Aruba i les Illes Verges Britàniques són els únics que no han aconseguit cap medalla.
A continuació segueix un llistat dels deu països amb més medalles als Jocs Panamericans d'estiu:
| Posició | País                 | Or   | Plata | Bronze | Total |
| 1       | Estats Units         | 1944 | 1454  | 1022   | 4420  |
| 2       | Cuba                 | 875  | 593   | 558    | 2026  |
| 3       | Canadà               | 456  | 657   | 802    | 1915  |
| 4       | Brasil               | 329  | 357   | 519    | 1205  |
| 5       | Argentina            | 294  | 327   | 428    | 1049  |
| 6       | Mèxic                | 221  | 288   | 502    | 1011  |
| 7       | Colòmbia             | 108  | 147   | 229    | 484   |
| 8       | Veneçuela            | 92   | 205   | 277    | 574   |
| 9       | Xile                 | 44   | 91    | 151    | 286   |
| 10      | República Dominicana | 29   | 63    | 112    | 204   |

## Jocs Panamericans d'hivern
L'única versió dels Jocs Panamericans d'hivern fou la realitzada a Las Leñas (Província de Mendoza, Argentina) entre el 16 i el 22 de setembre de 1990. Originàriament programada per al 1989, la manca de neu obligà a canviar la data. Malgrat aquest fet, finalment tampoc hi va haver molta neu i només es disputaren quatre modalitats esportives: descens, slalom, súper G i slalom gegant. Van participar 8 països i 97 esportistes.
Santiago de Xile fou designada com a seu dels II Jocs Panamericans d'hivern per a l'any 1993. Problemes administratius i la negativa dels Estats Units a participar-hi per la pobre organització va posposar la realització. No s'ha disputat cap més edició des d'aleshores.